# Gødstrup Sø
|  | For den sjællandske sø der blev skabt ved naturgenopretning i 2003, se Gødstrup Engsø. |
Gødstrup Sø er en sø i Midtjylland på 46 ha, beliggende i Snejbjerg Sogn nordvest for Herning (Herning Kommune). Den løber ud i Herningsholm Å, som er en del af Storå-systemet, der løber ud i Nissum Fjord. På grund af forslag om bebyggelse i nærheden har Danmarks Naturfredningsforening rejst fredningssag for et område på 185 ha omkring søen. Fredningen blev gennemført i juli 2011, og der bliver en ny sti rundt om søen .
Gødstrup Sø har en gennemsnitsdybde på 1,8 meter og er på det dybeste sted ca. 4 
meter dyb. Den volumen er beregnet til 831.000 m³, og vandets opholdstid i søen er cirka 1 år. Gødstrup Sø er den fiskerigeste sø i Danmark i forhold til sit vandindhold. I søen findes bl.a. gedder, skaller, brasener, ål, aborrer og horker.
Ved Gødstrup Sø findes resterne af en større gammel gård, som kaldes Tårnborg Voldsted